# Boston Manor (Metropolitano de Londres)
Boston Manor é uma estação do Metrô de Londres na fronteira dos boroughs de Hounslow e Ealing. A estação está situada no ramal Heathrow da linha Piccadilly, entre as estações Osterley e Northfields, na Zona 4 do Travelcard.
A estação fica em uma ponte no nível da rua sobre a linha na Boston Manor Road, servindo a vizinhança ao redor da casa de Boston Manor, a noroeste de Brentford e partes ao sul de Hanwell. Inaugurado em 1883 pela District Railway, foi reconstruído em 1932 para um edifício listado como Grau II. Projetado pelo arquiteto Charles Holden, a estrutura em estilo art déco apresenta uma torre alta que atua como um marco da área. A estação foi uma vez servida pela linha District até 1964.

## Localização
A entrada da estação Boston Manor fica na Boston Manor Road, e a estação atende a uma pequena área residencial em Brentford. A estação fica perto da fronteira entre o borough londrino de Hounslow e o borough londrino de Ealing. Os locais próximos incluem os campos de jogos Boston Manor, a escola secundária Elthorne Park, a Gunnersbury Boys School e o campo de jogos Swyncombe. O Grand Union Canal e o rio Brent também são acessíveis a partir da estação. Boston Manor vem de 1170 como "Bordwadestone". A mansão jacobeana chamada Boston Manor House foi construída em 1622–23 e fica próxima à estação.

## História

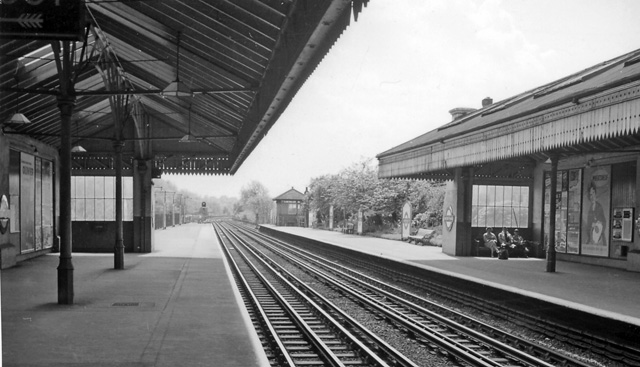
Estação Boston Manor em 1961

Em 1866, foi dada permissão aos proprietários de terras locais para a Hounslow and Metropolitan Railway, que serviria áreas em Hounslow, como Boston Manor. No entanto, esta última nunca foi construída, mas sim uma de 5+1/2 milhas (0,81 km) na extensão da District Railway (DR) de Mill Hill Park (atual Acton Town) para Hounslow Barracks (atual Hounslow West) foi considerada e concedida.
A Boston Manor foi inicialmente inaugurada pelo DR em 1 de maio de 1883 como parte de uma extensão de Mill Hill Park para Hounslow Town. A estação foi originalmente chamada de Boston Road. As placas nas plataformas deram o nome de Boston Manor for Brentford & Hanwell. A eletrificação dos trilhos da RD ocorreu entre 1903 e 1905 com trens elétricos substituindo os trens a vapor na filial de Hounslow a partir de 13 de junho de 1905. Northfield (Ealing) Halt (agora Northfields), a próxima parada a leste era apenas inaugurada em 16 de abril de 1908. A estação recebeu seu nome atual em 11 de dezembro de 1911.
Para se preparar para a extensão da linha Piccadilly para Hounslow, a estação foi reconstruída entre 1932 e 1934 em um estilo modernista que substituiu o edifício da estação de 1883. Durante a reconstrução, foi construída uma sala de reserva temporária. Os serviços da linha Piccadilly, que operavam até Northfields desde 9 de janeiro de 1933, foram estendidos para Hounslow West em 13 de março de 1933, quando a estação parcialmente concluída de Boston Manor foi aberta aos passageiros. O novo edifício da estação foi finalmente concluído em 25 de março de 1934.
Por causa da extensão da linha Piccadilly, os serviços da linha District fora do horário de pico através da estação foram convertidos em uma ligação de Hounslow West para South Acton. Isso foi interrompido em 9 de outubro de 1964.
Em 2018, foi anunciado que a estação ganharia acesso gratuito até 2022, como parte de um investimento de £ 200 milhões para aumentar o número de estações acessíveis.

## Características da estação
O edifício da estação original de 1883 foi construído pela District Railway. Era um prédio de tijolos vermelhos com uma meia rodela esmaltada presa ao espaço da janela em arco acima da entrada do escritório de reservas. Um abajur com a marca Tiffany estava acima do medalhão. As escadas originais para as plataformas com balaustradas de ferro fundido são mantidas. Os toldos de madeira com trastes na plataforma permanecem intactos, com os pilares do dossel pintados de preto e amarelo.
O novo prédio da estação ocupa um terreno estreito devido ao depósito próximo, onde foi construído sobre os trilhos. Apresenta um design de estilo modernista de Stanley Heaps, em consulta com Charles Holden. A estrutura principal é de tijolos marrons e concreto armado, encimada por um telhado plano. Inspirada na arquitetura holandesa e alemã contemporânea, a distinta torre funciona como um marco na área residencial suburbana de baixa altura. A torre é decorada com azulejos de cerâmica vitrificada e colada com um logotipo esmaltado do Metrô de Londres.

## Serviços e conexões

### Conexões
As linhas de ônibus de Londres 195 e E8 servem a estação.

### Livros
- Connor, J.E. (2000). Abandoned Stations on London's Underground: A Photographic Record 1st ed. [S.l.]: Connor & Butler. ISBN 978-0-94769-930-7
- Connor, J.E. (2006) [1999]. London's Disused Underground Stations 2nd ed. [S.l.]: Capital Transport. ISBN 1-85414-250-X
- Day, John R.; Reed, John (2008) [1963]. The Story of London's Underground 10th ed. [S.l.]: Capital Transport. ISBN 978-1-85414-316-7
- Horne, Mike (2006). The District Line. [S.l.]: Capital Transport. ISBN 1-85414-292-5
- Horne, Mike (2007). The Piccadilly Tube – A History of the First Hundred Years. London: Capital Transport. ISBN 978-1-85414-305-1
- Lawrence, David (1994). Underground Architecture 1st ed. [S.l.]: Capital Transport. ISBN 978-1-85414-160-6
- Leboff, David (1994). London Underground Stations. [S.l.]: Ian Allan. ISBN 978-0-7110-2226-3
- Rose, Douglas (1980). The London Underground: A Diagrammatic History 1st ed. [S.l.]: Capital Transport. ISBN 978-1-85414-219-1
- Rose, Douglas (Dezembro de 2007) [1980]. The London Underground: A Diagrammatic History 8th ed. Harrow Weald: Capital Transport. ISBN 978-1-85414-315-0
- Rose, Douglas (2016) [1980]. The London Underground, A Diagrammatic History 9th ed. [S.l.]: Douglas Rose/Capital Transport. ISBN 978-1-85414-404-1
- Wallinger, Mark; Self, Will; Warner, Marina; Wolmar, Christian; Bal, Thierry; Coysh (6 de outubro de 2014). Labyrinth: A Journey Through London's Underground by Mark Wallinger. [S.l.]: Art / Books. ISBN 978-1-90897-016-9